# Llanwrda
Llanwrda est un village et une communauté du Carmarthenshire, au pays de Galles.

## Toponymie
Le nom du village fait référence à son église (llan), qui est dédiée à un saint obscur nommé Cwrdaf ou Gwrdaf. Il est attesté pour la première fois en 1302 sous la forme Llanwrdaf.

## Géographie

### Situation
Le village de Llanwrda est situé dans le nord-est du Carmarthenshire. La ville la plus proche est Llandovery, à 6 km au nord-est.

### Transports
Llanwrda est traversé par la route A40 (en), qui relie Londres au port de Fishguard à travers le pays de Galles méridional. Un axe secondaire, la route A482 (en), part de Llanwrda vers le nord pour rejoindre Aberaeron, dans le Ceredigion.
Llanwrda possède une gare ferroviaire (en) sur la Heart of Wales line (en) qui relie Craven Arms, dans le Shropshire (Angleterre), à Llanelli, sur le littoral, à travers le pays de Galles central.

## Démographie
Au recensement de 2011, la communauté de Llanwrda comptait 514 habitants.

## Culture locale et patrimoine

### Lieux et monuments
Llanwrda abrite un monument classé de grade II* : Neuadd Fawr, une maison de campagne de la fin du XVIIe siècle.
L'église anglicane du village, bâtiment moderne construit sur le site d'un édifice médiéval, est dédiée à un saint obscur nommé Cwrdaf.

### Personnalités liées
- Le juge John Powell (en) (1632/1633-1696) est originaire de Llanwrda, où sa famille détient le manoir de Pentre Meurig[5].
- L'auteur d'hymnes Dafydd Jones (cy) (1711-1777), natif de Caio, a terminé sa vie à Llanwrda[6].